# Microchera albocoronata
Il capo di neve o colibrì corona di neve (Microchera albocoronata (Lawrence, 1788)) è un uccello della famiglia Trochilidae. È l'unica specie nota del genere Microchera Gould, 1858.

## Descrizione
Il capo di neve è un piccolo colibrì di circa 6,5 cm di lunghezza per 2,7 g di peso, con il becco nero e dritto di circa 12,5 mm di lunghezza; un'apertura alare è di 39,7-40,5 mm nelle femmine e 39,5-42,5 mm nei maschi e la coda lunga circa 19 mm. Il piumaggio in questa specie è caratterizzato da uno spiccato dimorfismo sessuale e gli esemplari maschi adulti hanno il capo e la fronte di un bianco brillante, da cui ne deriva sia il nome comune sia il nome scientifico; la nuca nero-violacea, il dorso e le copritrici delle ali porpora metallico. Le rettrici centrali sono di colore bronzo metallizzato, le restanti sono nere con la base bianca e le copritrici del sottocoda sono bianche; le remiganti sono invece nero opache con riflessi violacei. Le femmine adulte presentano invece il dorso verde metallizzato che diventa bronzeo sulle copritrici della coda e le penne timoniere centrali, le remiganti esterne bianche alla base, largamente nere al centro e la punta bianca; la parte inferiore del corpo bianco-grigiastra chiara.
La sottospecie M. a. parvirostris presenta la parte bianca ai lati delle rettrici più ristretta e meno definita rispetto alla sottospecie nominante; inoltre gli adulti maschi di questa sottospecie presentano un corpo di un colore bronzo-violaceo più brillante.

## Biologia

### Alimentazione
È una specie prevalentemente nettarivora che si nutre del nettare di piccoli fiori di alberi quali Warzcewiczia, Sickingia, Inga e Pithecellobium; di viti del genere Gurania, di arbusti quali Sabicea, Besleria, Hamelia, Cephaelis e Psychotria; oltre che alle epifite dei genieri Columnea, Norantea, Cavendishia.

## Distribuzione e habitat
Il capo di neve è un colibrì diffuso unicamente nel Centro America, dal sudovest dell'Honduras sino al nord di Panama. In Honduras questo colibrì si ritrova unicamente nel dipartimento di Gracias a Dios al confine con il Nicaragua, dove è invece presente in tutto il versante caraibico con l'eccezione delle aree più pianeggianti della Costa caraibica settentrionale. In Costa Rica oltre a tutto il versante caraibico, il capo di neve si ritrova localmente anche sul versante pacifico della Cordigliera di Guanacaste. Il limite settentrionale dell'areale di questa specie è nella costa orientale nel Panama settentrionale sino all'estremo nord della Provincia di Colón.
Il capo di neve abita in foreste umide sia di pianura sia montane, sino a 1400-1600 m di altitudine, oltre alle foreste aperte e alle foreste secondarie.

## Tassonomia
Sono note le seguenti sottospecie:
- Microchera albocoronata albocoronata (Lawrence, 1855) - sottospecie nominante, diffusa nel Panama centro-occidentale;
- Microchera albocoronata parvirostris (Lawrence, 1865) - sottospecie diffusa dal sud dell'Honduras alla Costa Rica.